# Industrie- und Handelskammer Hanau-Gelnhausen-Schlüchtern
Die Industrie- und Handelskammer Hanau-Gelnhausen-Schlüchtern ist die IHK für den Main-Kinzig-Kreis. 1871 gegründet, hat sie ihren Sitz in Hanau am Main. Die IHK ist eine Körperschaft des öffentlichen Rechts. Ihr gehören rund 25.000 Mitgliedsunternehmen an. Die IHK gehört zu den 79 Industrie- und Handelskammern in Deutschland, die vom Dachverband Deutscher Industrie- und Handelskammertag mit Sitz in Berlin und Brüssel vertreten werden.

## Geschichte
Die Handelskammer Frankfurt am Main wurde am 27. April 1808 nach französischem Vorbild durch eine Verfügung des Fürstprimas Carl Theodor von Dalberg aufgrund eines Ersuchens der Frankfurter Kaufmansschaft vom 25. April 1808 gegründet. Da Hanau Teil des Großherzogtums Frankfurt war, war die Kammer auch für Hanau zuständig. Mit dem Untergang des Großherzogtums endete auch die Geschichte dieser "Großherzoglichen Handelskammer".
Mit Edikt vom 29. Juni 1821 wurde die staatliche Organisation in Kurhessen neu aufgestellt. Es wurden Fachministerien gebildet. Die Zuständigkeit für Handel und Gewerbe lag nun beim Innenministerium. Um die Beteiligung der Betroffenen zu erreichen, wurde ein Landwirtschaftverein und ein Handels- und Gewerbeverein gegründet. 1822 wurde auch in Hanau eine Deputation des Vereins gebildet. 1834 wurde auf Druck der Kurhessischen Ständeversammlung eine Reform der Organisation des Vereins durchgeführt, der jedoch die starke Stellung des leitenden Ausschusses beibehielt und damit die Hauptforderung der Liberalen, nämlich die Stärkung der Mitglieder, nicht berücksichtigte. Die Märzrevolution 1848 führte zu einer Auflösung des Vereins. Die Aufgabe übernahm nun eine Kommission beim Innenministerium ohne Beteiligung der Wirtschaft.
In Hanau bildete sich 1849 ein "Verein für Handel und Gewerbe". Es handelte sich nun um einen privatrechtlichen Verein, der in enger Abstimmung mit dem Innenministerium die Wirtschaftspolitik gestaltete. Am 23. Mai 1855 erfolgte die Gründung des ähnlich aufgebauten Freien Vereins für Handel und Gewerbe in Cassel in der Residenz. Ab 1863 arbeiteten die lokalen Vereine in der Landesversammlung kurhessischer Gewerbevereine zusammenarbeiteten. Auch nach der IHK-Gründung bestand der Verein weiter, büßte aber schnell seine Bedeutung ein. Für Details der kurhessischen IHK-Vorgeschichte, siehe Industrie- und Handelskammer Kassel-Marburg.
Nach der Annexion Kurhessens durch Preußen wurde am 24. Februar 1870 das Gesetz über die Handelskammern erlassen und die Handelskammer Hanau 1870 gegründet. Am 27. April 1871 fand die konstituierenden Sitzung der Handelskammer statt. Die Kammer war für die Stadt und den Landkreis Hanau zuständig. 1890 wurde die Zuständigkeit an den früheren Kreis Gelnhausen und 1893 auf die früheren Kreise Schlüchtern, Fulda, Hünfeld und Gersfeld ausgeweitet.
1922 fusionierten die IHK Hanau und die IHK Frankfurt am Main zur IHK Frankfurt/Hanau.
Mit der Machtergreifung der Nationalsozialisten erfolgte auch die Gleichschaltung der IHK Hanau. Die Vollversammlung wurde durch eine „Wahl“, bei der nur eine „nationale Einheitsliste“ antrat neu besetzt. Mit dem Reichsgesetz vom 20. August 1934 wurde die Kammer dem Reichswirtschaftsminister unterstellt und das Führerprinzip eingeführt. Im März 1935 wurde eine „Wirtschaftskammer Hessen“ gebildet, in der die Hanauer und die anderen hessischen Kammern wie die Frankfurter IHK zusammengeschlossen wurden. Am 1. April 1943 wurde die Gauwirtschaftskammer Kurhessen gebildet und die IHK aufgelöst. In die Gauwirtschaftskammer waren neben der IHK auch die Handwerkskammer aufgegangen.
Am 10. Januar 1946 verordnete die Landesregierung förmlich die Aufhebung der Gauwirtschaftskammern in Hessen und die Wiederherstellung des Rechtes von 1933. Die Dienstaufsicht über die Kammern sollte der Minister für Wirtschaft und Verkehr wahrnehmen. Diese Regelungen stießen auf den Widerspruch der amerikanischen Besatzungsmacht: Diese sahen in der öffentlich-rechtlichen Stellung der Kammern ein wichtiges Instrument der Lenkung der Wirtschaft in der Zeit des Nationalsozialismus. In Umsetzung der amerikanischen Forderungen verordnete die Staatsregierung daher im Mai 1946 die Wahrnehmung öffentlich-rechtlicher Aufgaben und ordnete an, die Kammern als privatrechtliche Vereine ohne Pflichtmitgliedschaft weiterzuführen. Die endgültigen Regelungen für die Kammer, ihre Kompetenzen und ihre Wahl wurde mit Runderlass vom 5. Dezember 1946 festgelegt. Die Folge des Wegfalls der Pflichtmitgliedschaft war das Austreten einer größeren Zahl von Kleingewerbetreibenden. Die größeren Kammern büßten bis zu 50 % der Mitglieder ein, die kleineren zwischen sieben und fünfzehn Prozent.
Mit dem Besatzungsstatut gewann die Bundesrepublik 1949 einen guten Teil ihrer Souveränität zurück. Außer Bayern und Hessen kehrten nun die Länder der amerikanischen Besatzungszone zum Modell öffentlich-rechtlicher Kammern zurück (in der britischen und französischen Zone war dies bereits direkt nach dem Krieg so gewesen). Das SPD-regierte Hessen hatte völlig andere Pläne: Hier sollten nach dem Willen der Regierung die IHKs aufgelöst und durch Wirtschaftskammern ersetzt werden. Diese sollten paritätisch durch Arbeitgeber und Arbeitnehmer besetzt werden. Die Arbeitgebervertreter sollten durch die Wirtschaftsverbände, die Arbeitnehmervertreter durch die Gewerkschaften benannt werden. Diese Planungen kamen jedoch nicht zur Umsetzung, da stattdessen eine bundeseinheitliche Regelung getroffen wurde.
Mit Inkrafttreten des „Gesetzes zur vorläufigen Regelung des Rechts der Industrie- und Handelskammer“ am 22. Dezember 1956 werden die Kammern wieder zu Körperschaften des öffentlichen Rechts. Der Beirat einer Kammer trägt nun die Bezeichnung „Vollversammlung“.

## Aufgaben
Da durch das IHK-Gesetz alle Gewerbetreibenden aus Industrie, Handel und Dienstleistungsbranche mit Ausnahme der ausschließlich handwerklichen Unternehmen IHK-Mitglied sind, ist die IHK verpflichtet, bei ihren Beratungen gegenüber Politik und Verwaltung das Gesamtinteresse aller Unternehmen zu berücksichtigen.
Die IHK übernimmt in diesem Rahmen mehrere vom Staat übertragene Aufgaben, etwa in der Berufsausbildung, beim Warenexport oder bei der öffentlichen Bestellung und Vereidigung sowie Benennung von Sachverständigen. Außerdem erarbeitet die IHK Stellungnahmen für Verwaltungen und Gerichte und übernimmt Registrierungs- und Prüfaufgaben.

## Organisation
In der IHK Hanau-Gelnhausen-Schlüchtern arbeiten ca. 40 hauptamtliche Mitarbeiter in den Geschäftsfeldern
- Standortpolitik
- Existenzgründung und Unternehmensförderung
- Aus- und Weiterbildung
- Innovation und Umwelt
- International
- Recht und Steuern

Sie werden unterstützt von rund 500 Unternehmern und Unternehmensvertreter, die sich ehrenamtlich engagieren – die meisten davon als Prüfer.
Oberstes Organ der IHK Hanau-Gelnhausen-Schlüchtern ist die Vollversammlung. Ihre 39 ehrenamtlichen Mitglieder werden von den IHK-zugehörigen Unternehmen für fünf Jahre direkt gewählt, wobei jedes Unternehmen unabhängig von der Größe eine Stimme hat. Durch die Bildung von Wahlgruppen wird gewährleistet, dass die Vollversammlung die Wirtschaftsstruktur des IHK-Bezirks und seine wirtschaftlichen Besonderheiten widerspiegelt. Die Vollversammlung bestimmt die Richtlinien der IHK-Arbeit und beschließt über alle Fragen, die für die Mitgliedsunternehmen oder die Arbeit der IHK von grundsätzlicher Bedeutung sind. Unter anderem verabschiedet die Vollversammlung alljährlich den Wirtschaftsplan und setzt die IHK-Beiträge in der Wirtschaftssatzung fest. Die Vollversammlung wählt aus ihrer Mitte den Präsidenten und die Vizepräsidenten.

## Rechtlicher Status
Neben den gesetzlichen Vorschriften des Bundes mit dem IHK-Gesetz und des Landes mit dem Hessischen Ausführungsgesetz zum IHK-Gesetz bildet das Satzungsrecht die Grundlage der Arbeit der IHK Hanau-Gelnhausen-Schlüchtern.

## Sonstiges
Die IHK Hanau-Gelnhausen-Schlüchtern gibt das Magazin Wirtschaftsraum Hanau-Kinzigtal heraus. Mit ihm informiert die IHK ihre Mitgliedsunternehmen über das regionale und überregionale Wirtschaftsgeschehen.